# Baltasar Corrada del Río
Baltasar Corrada del Río (Río Grande, Morovis, Puerto Rico; 12 de abril de 1935-11 de marzo de 2018) fue un servidor público, político y jurista puertorriqueño. Fungió como abogado, juez del Tribunal Supremo de Puerto Rico, secretario de Estado de Puerto Rico, comisionado residente en Washington D. C., y fue presidente de la Comisión de Derechos Civiles al principio de los años 1970. Era hijo de Ana del Río y de Rómulo Corrada.

## Vida política
En la política puertorriqueña, Corrada del Río obtuvo el favor del pueblo para comisionado residente en Washington de 1977 a 1984. Luego se postuló para alcalde de San Juan ganando la poltrona frente a Victoria Muñoz Mendoza y su hermana, Ita Corrada que representó el Partido Independentista Puertorriqueño. En 1988 se postuló para Gobernador de Puerto Rico perdiendo la contienda frente a Rafael Hernández Colón. Como resultado de esta derrota, dimitió como presidente del Partido Nuevo Progresista, función que en 1987 había recibido de Carlos Romero Barceló.